# XXVe siècle
Le XXVe siècle (ou 25e siècle) de l'ère commune commencera le 1er janvier 2401 et finira le 31 décembre 2500.
Il s'étend entre les jours juliens 2 598 007,5 et 2 634 531,5,.

## Calendrier

### Types d'années
| Décennies | … 0 | … 1 | … 2 | … 3 | … 4 | … 5 | … 6 | … 7 | … 8 | … 9 |
| --------- | --- | --- | --- | --- | --- | --- | --- | --- | --- | --- |
| 240 …     | BA  | G   | F   | E   | DC  | B   | A   | G   | FE  | D   |
| 241 …     | C   | B   | AG  | F   | E   | D   | CB  | A   | G   | F   |
| 242 …     | ED  | C   | B   | A   | GF  | E   | D   | C   | BA  | G   |
| 243 …     | F   | E   | DC  | B   | A   | G   | FE  | D   | C   | B   |
| 244 …     | AG  | F   | E   | D   | CB  | A   | G   | F   | ED  | C   |
| 245 …     | B   | A   | GF  | E   | D   | C   | BA  | G   | F   | E   |
| 246 …     | DC  | B   | A   | G   | FE  | D   | C   | B   | AG  | F   |
| 247 …     | E   | D   | CB  | A   | G   | F   | ED  | C   | B   | A   |
| 248 …     | GF  | E   | D   | C   | BA  | G   | F   | E   | DC  | B   |
| 249 …     | A   | G   | FE  | D   | C   | B   | AG  | F   | E   | D   |

## Évènements astronomiques prévus auXXVesiècle

### liste des longues éclipses totales de Soleil
- 20 avril 2414 : Éclipse totale de Soleil[3], (5 min 33 s), du saros 145.
- 30 avril 2432 : Éclipse totale de Soleil[4], (5 min 56 s), du saros 145.
- 12 mai 2450 : Éclipse totale de Soleil[5], (6 min 19 s), du saros 145.
- 22 mai 2468 : Éclipse totale de Soleil[6], (6 min 41 s), du saros 145.
- 2 juin 2486 : Éclipse totale de Soleil[7], (6 min 59 s), du saros 145.

### Autres phénomènes
- 30 décembre 2419 : à 01:38 UTC Vénus occultera Uranus.
- 2426 : Deuxième orbite de Pluton depuis sa découverte en 1930.
- 2456 : Triple conjonction Mars-Jupiter.
- 29 aout 2478 : à 23:11 UTC Mars occultera Jupiter.
- 12 juin 2490 : Transit de Vénus (premier contact à 11 h 39 UTC, deuxième contact à 12 h 2 UTC, maximum à 14 h 17 UTC, troisième contact à 16 h 32 UTC, quatrième contact à 16 h 55 UTC)[8].
- 10 juin 2498 : Transit de Vénus (premier contact à 3 h 48 UTC, deuxième contact à 4 h 5 UTC, maximum à 7 h 25 UTC, troisième contact à 10 h 45 UTC, quatrième contact à 11 h 2 UTC)[8].

## Liens avec la science-fiction

### Littérature
- Louis-Sébastien Mercier situe son roman d'anticipation, écrit en 1771, en 2440 : L'An 2440, rêve s'il en fut jamais.
- Le Jeu des perles de verre de Hermann Hesse se passe au XXVe siècle.
- Le début du roman de Sonia Levitin, The Cure, se passe en 2407.
- Le roman de science-fiction Fitzpartick's War se passe dans le XXVe siècle.
- Les Déserteurs temporels de Robert Silverberg se déroule en 2490.
- Niourk de Stefan Wul se passe au XXVe siècle.

### Films
- Le film Æon Flux, réalisé par Karyn Kusama, se déroule en 2415.
- Même si Jason X commence en 2008, la plupart du film se déroule en 2455.
- Le film THX 1138 de George Lucas se passe dans le 25e siècle.

### Télévision
- Dans la série Alana ou le futur imparfait quelques évènements se passent en 2500.
- La série The Girl from Tomorrow Part II: Tomorrow's End se déroule principalement en 2500.
- L'épisode Colony in Space de Doctor Who a lieu en 2472.

### Jeux vidéo
- Les jeux vidéo TimeSplitters 2 et TimeSplitters: Future Perfect se déroulent principalement en 2401.
- Le jeu vidéo Ground Control est situé dans le 25e siècle.
- La série de jeux vidéo Star Fox se passe dans le 25e siècle.
- Star Trek Online a été déclaré commencer en 2409.
- Les jeux vidéo Vixen 357 et War 2410 ont lieu au cours de ce siècle.
- Le jeu vidéo Beyond Good and Evil se passe en 2435.
- Le jeu vidéo Star Ocean: The Second Story se passe en 2455.
- Le jeu Mega Man ZX a lieu dans le 25e siècle.
- Le jeu vidéo Fragile Allegiance commence le 25 mai 2496.
- Le personnage de StarCraft 2, James "Jim" Raynor est né le 8 août 2470.
- PlanetSide 2 se déroule autour de 2426.
- Dans le jeu vidéo Deadly Tide, une race d'aliens aquatiques hostiles arrivent sur Terre.
- Des évènements de l'opus Stellar Revenge de Yuri Petukhov se déroulent principalement dans ce siècle.
- Le jeu vidéo Daikatana commence en 2455.

### Comics
- Buck Rogers au XXVe siècle (en 2419 par la BD originale ; en 2491 par la série télévisée des années 1970).
- Des parties du web-comic Homestuck ont lieu le 13 avril 2422 et le 11 novembre 2424.

## Autres
- Le 4 février 2008, pour célébrer ses cinquante ans d’existence, la NASA a envoyé un message vers l’espace contenant un des succès des Beatles : Across the Universe. Ce message a été envoyé vers l’étoile polaire via le réseau d’antennes Deep Space Network, quarante ans jour pour jour après l'enregistrement de ce titre. Et juste cinquante ans après le lancement du premier satellite américain : Explorer 1. Voyageant à la vitesse de la lumière, le message arrivera, très affaibli, environ 431 ans après son envoi (au milieu du 25e siècle, vers l'an 2439), près de l’étoile polaire[réf. nécessaire].